# Сонливість
Сонливість (інколи сомноленція) — суб'єктивне відчуття сильної втоми й розслаблення, яке потребує вольового чи іншого зусилля для його припинення.

## Причини
- Порушення циркадного ритму[4][5]
- Фізична хвороба[6][7][8][9]
- Ліки[10][11]

Фізіологічні:
- недосипання;
- нераціональний режим праці та відпочинку;
- пов'язані зі зміною клімату;
- гастрономічні специфічні уподобання (несумісність продуктів, надмірність, невчасність прийому їжі, алкоголь та ін.).

Патологічні:
- анемія
- гіпотиреоз
- артеріальна гіпотонія
- ожиріння, кахексія
- нарколепсія (насильне засинання на 1-3хв без відчуття втоми)
- Синдром Клайне — Левіна (рідкісне імперативне засинання в будь-якому місці на години до декількох діб)
- синдром хронічної втоми
- наслідки ЧМТ, залишкові явища інсультів, менінго-енцефалітів, різноманітні енцефалопатії.
- магнітні бурі
- нестача вітамінів і мікроелементів, гормональні порушення
- вегето-судинна дистонія

## Симптоми
- бажання піти подрімати в невідповідний час
- кволий вигляд
- неможливо сконцентруватися на роботі, навчанні
- повільність
- погана пам'ять
- уповільнений прояв емоцій
- відсутність психічного та фізичного тонусу

## Оцінювання
Кількісна оцінка сонливості вимагає ретельної оцінки. Діагноз залежить від двох факторів, а саме хронічності та оборотності. Хронізація означає, що у хворого, на відміну від здорових, спостерігається постійна сонливість, яка не проходить. Зворотність означає той факт, що навіть якщо людина лягає спати, сонливість може не повністю зникнути після пробудження. Проблема з оцінкою полягає в тому, що пацієнти можуть повідомляти лише про наслідки сонливості: втрату енергії, втому, втому, труднощі із запам'ятовуванням або концентрацією уваги тощо. Дуже важливо прагнути до об'єктивних вимірювань для кількісної оцінки сонливості. Хорошим інструментом вимірювання є багаторазовий тест латентності сну (MSLT). Він оцінює затримку настання сну протягом одного дня — часто з 8:00 до 16:00. Середня затримка настання сну менше 5 хвилин є ознакою патологічної сонливості.
Низка діагностичних тестів, включно з шкалою сонливості Епворта, доступні для визначення серйозності та ймовірних причин ненормальної сонливості.

## Лікування
1. Розслаблювальний, лікувальний і точковий масаж;
2. Фізіотерапевтичні процедури: озонотерапія, міостимуляції;
3. Лікувальна гімнастика;
4. Водні процедури: плавання, ванни з мінералами.
5. Вітамінотерапія[джерело?]